# Холдт, Якоб
Якоб Холдт (род. 29 апреля 1947, Копенгаген) — датский фотограф, писатель и преподаватель. Его грандиозная работа «Американские картинки» (American Pictures) получила международную известность в 1977 году благодаря своим эффективным фотографическим откровениям о невзгодах низших классов Америки.
Холдт был номинирован на премию Deutsche Börse Photography Prize 2008 и получил премию Fogtdal Photographers Award в 2009 году.

## Происхождение
Холдт родился в 1947 году в Копенгагене. Он был сыном пастора церкви Грундтвига в Копенгагене. В 1950 году семья переехала в Фоборг, где он провел большую часть своего детства. После того, как в 1965 году его исключили из средней школы, Холдт поступил в среднюю школу «Krogerup Folk High School» к северу от Копенгагена. Был исключён из Королевской дворцовой гвардии через восемь месяцев. Протестовал против войны во Вьетнаме и критиковал условия жизни в странах третьего мира.

## Путешествие по Америке
Весной 1970 года Холдт поехал в Канаду, чтобы поработать на ферме. Затем он планировал поехать в Южную Америку, где намеревался поддержать правительство Сальвадора Альенде после того, как тот был избран президентом Чили в сентябре 1970 года. Но, Холдт так и не смог этого сделать. В США его ограбили. Холдт остался в Соединенных Штатах и четыре года проработал в сфере гражданских прав.

### Карьера фотографа
Холдт был шокирован и одновременно очарован социальными различиями, с которыми он там столкнулся. В итоге он пробыл в США более пяти лет, объездив всю страну автостопом более 100 000 миль и сделав тысячи фотографий.
Иногда, чтобы купить пленку, ему приходилось быть донором плазмы крови дважды в неделю. Он останавливался в более чем 400 домах, в том числе в домах бедных рабочих-мигрантов и самых богатых семей Америки, включая Рокфеллеров. Он жил с людьми, которые часто были настолько бедны, что ели кошачий корм, и которые жили в кишащих крысами лачугах. Холдт сделал более 15 000 фотографий на свою карманную камеру.
Его работы запечатлели повседневную борьбу американских низших слоев населения и противопоставили их образу жизни американской элиты. Вернувшись в Данию в 1976 году, Холдт начал читать лекции о социальных различиях в Соединенных Штатах и опубликовал книгу: «Американские картинки». Позже он представил свое слайд-шоу в более чем 300 университетских городках США и Канады.

## Между фронтами спецслужб
«Американские картинки» оказали глубокое влияние на молодежь в Скандинавии и Германии, и коммунистический блок увидел возможность использовать его работу против кампании президента Картера за права человека. К Холдту обратился КГБ через несколько месяцев после того, как его слайд-шоу стало успешным, и он увидел шанс с помощью Советского Союза продвигать марксизм в Анголе. Здесь он намеревался потратить деньги, заработанные «Американскими картинками», на строительство больницы в поддержку борьбы против апартеида.
Однако, когда его книга была опубликована в 1977 году, КГБ сообщил ему, что они намерены использовать её в предвыборной кампании против Джимми Картера, чтобы попытаться продемонстрировать, что в Америке права человека нарушаются вопиющим образом. Но, всего через месяц после публикации Холдт нанял своего адвоката Сёрена Б. Хенриксена, чтобы тот запретил выпуск собственной книги по всему миру. За исключением Германии, Голландии и Скандинавии, где у них уже были контракты с его датским издателем, он сумел остановить это и не выпускал его снова до конца Советского Союза.

## Благотворительность
В результате потери большей части своего ожидаемого дохода от книги, Холдт не мог финансировать больницу, а только школу медсестер, построенную для намибийской группы сопротивления SWAPO в Кванзу-Зул в Анголе на соответствующие средства из Европейского Союза. После освобождения Зимбабве в 1982 году он также поддерживал там проекты. В конце холодной войны его обвинили в том, что он был агентом КГБ, но его издателю, Dagbladet Information, было легко доказать, что на самом деле, он сотрудничал с другой стороной и даже летал с посланником президента Картера по правам человека, чтобы утвердить рукопись своего фильма, предназначенного для американского рынка.
Помимо своих постоянных лекций, Холдт с 1991 года работал волонтером в CARE (Кооператив помощи и помощи повсюду) в нескольких странах третьего мира. Он продолжал документировать жизни бедняков, работая в CARE.
Его самые последние проекты также были сосредоточены на группах ненависти сторонников превосходства белой расы. Холдт жил с лидерами Ку-клукс-клана и фотографировал их повседневную жизнь. Холдт симпатизировал людям (но не их политическим взглядам), с которыми он встречался, указывая на то, что большинство из них выросло в маргинальных условиях и часто становились жертвами жестокого обращения с детьми. Холдт подчеркивает сходство в прошлом между сторонниками превосходства белых и бедными меньшинствами.
На выставке Deutsche Börse Photography Prize в The Photographers 'Gallery в Лондоне Холдт представил свои фотографии «грязных богатых» и бедных в Америке в виде слайд-шоу — каждое изображение проецировалось на простую белую стену в затемненной комнате, погружая публику в темный и унылый мир бедности и максимальное её влияние. В 2009/2010 его картины выставлялись в Музее современного искусства Луизианы.

## Личная жизнь
Женат на Вибеке Роструп Бойесен и имеет двоих взрослых детей.

## Публикации
- «Американские картинки». 1977 г. ISBN 87-981702-0-1.
- США 1970—1975 гг. Геттинген, Германия: Steidl, 2007. ISBN 9783865213938.
- Индейцы и кампесино в Боливии. 1991[15].
- Непал Йорд. 1996[15].
- Tro, håb og kærlighed — Джейкоб Холдтс, Америка. København: Gyldendal, 2010. ISBN 9788700797345. Каталог выставки.
- Вера, надежда и [любовь]: Америка Джейкоба Холдта. Хумлебек, Дания: Музей современного искусства Луизианы, 2009. ISBN 9788791607677.

## Награды
- Вошел в шорт-лист премии Deutsche Börse Photography Prize 2008 в США за 1970—1975 (2007)[3][16][17].
- Премия фотографов Фогтдала, Палле Фогтдал, Дания, 2009 г[4].
- Пожизненный грант художника от датского Фонда Искусств при правительстве Дании.